# Ctenus herteli
Ctenus herteli este o specie de păianjeni din genul Ctenus, familia Ctenidae, descrisă de Mello-leitão, 1947. Conform Catalogue of Life specia Ctenus herteli nu are subspecii cunoscute.